# Lago Pacheco
El lago Pacheco es una masa superficial de agua ubicada en los orígenes del río Grande de Tierra del Fuego, en la Región de Magallanes de Chile.

## Trayecto
El lago tiene como emisario al río Moneta que lleva sus aguas hasta el río Grande, ya en territorio argentino.

## Historia
Luis Risopatrón lo describe en su Diccionario Jeográfico de Chile de 1924:: 613 
Pacheco (Laguna) 53° 45' 68° 49'. Es pequeña i se encuentra en la Tierra del Fuego, en los oríjenes del estero Covadonga, del rio Moneta. 156.